# جميل ناصر
جميل ناصر (بالإنجليزية: Jamil Nasser)‏ هو عازف جاز أمريكي، ولد في 21 يونيو 1932 في ممفيس في الولايات المتحدة، وتوفي في 13 فبراير 2010 في نيوجيرسي في الولايات المتحدة.

## وصلات خارجية
- جميل ناصر على موقع ميوزك برينز (الإنجليزية)
- جميل ناصر على موقع أول ميوزيك (الإنجليزية)
- جميل ناصر على موقع ديسكوغز (الإنجليزية)
- جميل ناصر على موقع ديسكوغز (الإنجليزية)